# 高加索混合森林區
高加索混合森林區（英語：Caucasus mixed forests）是一塊包括有高加索山脈以及鄰近的小高加索山脈和本廷山脈東端的溫帶闊葉混合林生態區域。

## 地理
這個生態區域佔地170,405平方公里（65,794 平方英里），橫跨亞美尼亞、亞塞拜然、喬治亞、伊朗、俄羅斯、和土耳其各國的部分地區。被稱為大高加索山脈的主要部分從西北蜿蜒向東南，始於黑海以北，向東抵達裏海。高加索山脈是傳統上歐洲和亞洲之間的疆界。高加索的最高點是厄爾布魯士山（5,642公尺）。生態區域還包括位於高加索山脈南部的小高加索山脈（或稱前高加索山脈），以及沿著黑海南岸蜿蜒的本廷山脈的東端。

## 氣候
當地氣候溫和，隨海拔變化而變化。生態區域西部的年平均降水量通常較高，沿黑海西部山脈為1,500至2,000 毫米，東部和南部為600至1,000毫米。

## 植物群
生態區域中的植物群落隨海拔而變化。
溫帶混和森林位於海拔400公尺延伸到2,200公尺處，約佔生態區域面積的70%。低海拔地區主要生長的是闊葉樹，到高海拔地區，則由以針葉樹為主的森林組成。
在海拔400至1,000公尺之間，喬治亞橡樹（Quercus iberica）和歐洲角樹（Carpinus betulus）是主要樹種，在較潮濕的西部山區，歐洲栗（Castanea sativa）也是另外主要樹種。東方山毛櫸（Fagus orientalis）在海拔1,000至1,500公尺之間是主要樹種，在乾燥地區則是以高加索橡樹（Quercus macranthera）為主要樹種。
在海拔1,500公尺以上以針葉樹為主要樹種，有諾德曼冷杉（Abies nordmanniana）、高加索雲杉（Picea orientalis）和高加索松（Pinus sylvestris var. hamata）。在海拔1,800至2,000公尺林木線附近有矮樹林，其中樺樹（Betula pubescens var. litwinowii和Betula raddeana）生長在較潮濕的地區，東方橡樹和高加索松則長在較乾燥地區。
在海拔1,800到2,500公尺間有亞高山草原，在海拔2,500到3,000公尺間有高山草甸，在2,000到2,800公尺間散佈有高加索杜鵑的密叢，也有碎石區。在海拔3,000至4,000公尺之間生長有亞恆雪帶植物和地衣。

## 動物群
大型有蹄哺乳動物有東高加索羚羊（Capra cylindricornis）、西高加索羚羊（Capra caucasica）、高加索羚羊（Rupicapra rupicapra caucasica）、歐洲盤羊（Ovis orientalis gmelini）、裏海馬鹿（Cervus elaphus maral）和野山羊。東高加索羚羊和西高加索羚羊分別是當地的特有種。大型肉食動物有歐洲棕熊（Ursus arctos arctos）、狼（Canis lupus）、和高加索豹（Panthera pardus tulliana）。
這個生態區域內的猛禽有金雕（Aquila chrysaetos）和胡兀鷲（Gypaetus barbatus）。留鳥部分有高加索松雞（Lyrurus mlokosiewiczi）、高加索雪雞（Tetraogallus caucasicus）、大朱雀（Carpodacus rubicilla）、和Güldenstädt's redstart（Phoenicurus erythrogaster）。本地水鳥有赤膀鸭（Mareca strepera）、黃嘴天鵝（Cygnus cygnus）、紅頭潛鴨（Aythya ferina）、斑背潛鴨（Aythya marila）、鵲鴨（Bucephala clangula）和捲羽鵜鶘（Pelicanus cripus）。

## 保護區
在2017年所做的評估發現生態區域中有30,540平方公里（18%）被列為保護區。其中有Lagodekhi保護區、博爾若米-哈拉加烏利國家公園、圖舍蒂國家公園、Zagatala國家保護區、和高加索生物圈保護區（請參考西高加索）。

## 外部連結
- . 陸地生態區. 世界野生動物基金會.